# 구 (동오)
구(璆, ? ~ ?)는 중국 삼국 시대 동오의 정치가이다. '구'는 이름으로, 성씨는 알려져 있지 않다.

## 사적
태위를 지냈다.

《봉선국산비(封禪國山碑)》에 이름을 실은 구. "丞相沇太尉璆大司徒燮"이라고 적혀있으며, 뜻은 "승상 연(沇), 태위 구(璆), 대사도 섭(燮)…"이다.

천책(天冊) 2년(276)에 양선산(陽羨山)에서 속이 빈 돌이 발견되었는데, 길이가 10여 장(丈)이나 되어 '석실(石室)'이라고 일컬었다. 곧 대사공(大司空) 동조(董朝)와 태상(太常) 주처(周處)를 양선으로 보냈고, 봉선(封禪) 의식을 행하고 비석을 세웠다. 이때 구는 태위의 자격으로 승상 연(沇)의 뒤를 이어 이름을 올렸다.